# ジェラルド・ジェラルデス

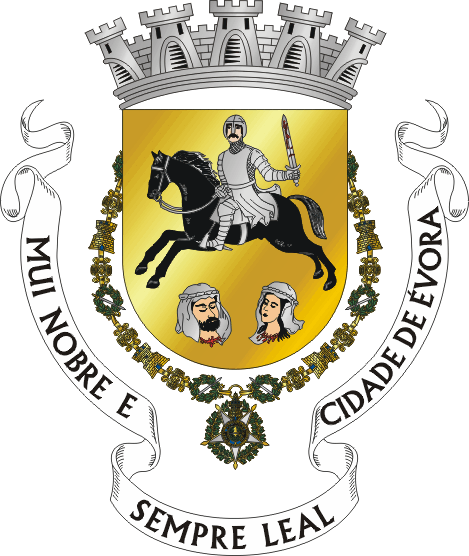
エヴォラの紋章に描かれたジェラルド・ジェラルデス。その下には殺害されたモーロ人の女と父親の首が描かれている。

ジェラルド・ジェラルデス（Geraldo Geraldes, ? - 1173年）は、ポルトガルの探検家、軍人。レコンキスタでイスラム教の町を奇襲で落とし、ポルトガルの南下政策で活躍した。「豪胆」「恐れ知らずの勇者」の別名があり、「恐れ知らずのジェラルド（Geraldo Sem Pavor）」とも呼ばれた。
1165年にポルトガル王アフォンソ1世の軍がトルヒーリョ、エヴォラ、カセレスを落とした際、先んじて奇襲で町を混乱させていた。手口は夜に梯子で市壁を侵入、従者たちも市壁から町に入れると叫びながら市内を突進、出会う者全てを殺して回った。エヴォラ奇襲には伝説があり、見回りをしていたモーロ人の女を歌で気を引いて、油断して町の塔に上らせた所で女と父親を殺し、仲間を呼んで陥落させたという。アフォンソ1世に従っていたが、王からはエヴォラの長官に任じられ、他の町にも支配権をおよぼした。
しかし、ポルトガルの拡大はレオンの拡大を阻害する恐れがあった。このためレオン王フェルナンド2世が攻撃準備に入ると、対抗のため1169年5月にバダホスを包囲してアフォンソ1世に救援要請、応じたアフォンソ1世はバダホスへ向かった。ところがバダホスの守備隊もフェルナンド2世とムワッヒド朝カリフアブー＝ヤアクーブ・ユースフ1世に救援要請（フェルナンド2世はムスリムと同盟していた）、ポルトガル軍は不利になり、アフォンソ1世は逃げようとして失敗、足を骨折して捕虜になり、レオンにトゥイとポンテベドラを割譲して釈放された。ジェラルドも止むを得ずカセレスや他の領土をレオンやムワッヒド朝などに明け渡し、フェルナンド2世は南へ領土を拡大した。
以後はバダホスの輸送隊を攻撃したり、ベージャをアフォンソ1世と共に奇襲して多くの捕虜を獲得したが、アフォンソ1世と不和になったためムワッヒド朝に寝返ったが、アフォンソ1世と文通していたことが発覚して投獄、逃げようとして殺された。エヴォラの中央広場はジェラルド広場と名付けられ現存している。